# Snigelspinnare
Snigelspinnare (Limacodidae) är en familj i insektsordningen fjärilar. Snigelspinnare är små till medelstora fjärilar som flyger i skymningen eller på natten. De fullbildade fjärilarna har ofta ganska oansenliga bruna färger men larverna kan vara desto mer uppseendeväckande med livliga färger. Larverna har den egenheten att de förflyttar sig på ett sätt som påminner mer om hur sniglar tar sig fram än om andra fjärilslarver, deras fötter är reducerade och fungerar ungefär som sugvårtor och med hjälp av dessa glider de fram på ett slemliknande sekret som de utsöndrar.

## Utbredning
Familjen är utbredd över nästan hela världen, men den största artrikedomen finns i tropiska delar av världen. I Sverige förekommer två arter av snigelspinnare, det är större snigelspinnare (Apoda limacodes) och mindre snigelspinnare (Heterogenea asella).

## Kännetecken
Snigelspinnare är små till medelstora fjärilar, robust byggda med fin behåring och ganska breda vingar. Framvingen är trekantig, bakvingen har en rundad vingform. Huvudet är ganska litet och sugsnabeln är reducerad. Antennerna är medellånga, kammade eller trådformade. Vingarna är ofta bruna, från ljusbrun till mörkare svartbrun och de kan vara mer eller mindre spräckliga eller fläckiga, men det finns även arter med andra färger på vingarna som grön, vitt eller gult. Snigelspinnare håller sina vingar taklagda vid vila. Ett beteende hos snigelspinnare är att de ganska ofta sitter i en sådan position att bakkroppens spets sticker upp mellan vingarna.
Larverna är ofta ganska korta, ovansidan är välvd eller sadelformad och buksidan är platt. Bukfötterna är starkt reducerade och larverna ser benlösa ut. Fötter är ombildade så att de fungerar ungefär som sugvårtor med vilka de kan hålla sig fast vid underlaget. För att lättare förflytta sig producerar larverna ett slemliknande sekret som de glider fram på. Hos många arter är larverna gröna. Vissa arter har helt gröna larver medan larverna hos andra arter är mycket livligt färgade, ofta i grönt och någon annan färg som rött, men även gult och blått. En del arter, särskilt i tropiska delar av världen, har larver som är försedda med irriterande hår till försvar mot predatorer. Vissa arter har larver som har vårtliknande eller greniga utskott på kroppen och ibland ganska bisarrt utseende.

## Levnadssätt
De fullbildade fjärilarna är främst aktiva i skymningen eller på natten. Mundelarna är reducerade och de intar ingen föda och lever en ganska kort tid. Under denna tid parar de sig och honorna lägger ägg på undersidan av bladen på de växter larverna livnär sig på. Larverna spinner på hösten en kokong för övervintring (de arter som förekommer i tempererat klimat) och i kokongen sker också förpuppningen.